# Championnat des Philippines de football 2015
Navigation
Édition précédente Édition suivante
La saison 2015 du Championnat des Philippines de football est la sixième édition du championnat national de première division aux Philippines. Cette édition regroupe dix clubs au sein d'une poule unique, où ils s'affrontent à deux reprises. Tous les clubs participants sont basés dans la région de Manille, la capitale du pays. En fin de saison, le dernier du classement est relégué tandis que le 9e doit affronter le vice-champion de D2 en barrage de promotion-relégation.
C'est le Ceres FC, l'un des clubs promus de deuxième division, qui remporte la compétition cette saison après avoir terminé en tête du classement final, avec huit points d'avance sur le Global Football Club, tenant du titre et le Loyola Meralco Sparks. C'est le tout premier titre de champion des Philippines de l'histoire du club.
La compétition est marquée par l'abandon en cours de championnat du Philippine Army FC.

## Les clubs participants
- Global Football Club
- Ceres FC - Promu de Division 2
- Loyola Meralco Sparks
- Philippine Army FC
- Kaya Futbol Club
- Stallion FC
- Green Archers United
- Team Socceroo FC
- Manila Jeepney F.C. - Promu de Division 2
- Pachanga Diliman FC

## Compétition

### Classement
Le classement est établi sur le barème de points classique (victoire à 3 points, match nul à 1, défaite à 0). Pour départager les égalités, on tient d'abord compte de la différence de buts générale, puis du nombre de buts marqués, puis des confrontations directes.
| Rang | Équipe                | Pts | J  | G  | N | P  | Bp | Bc | Diff |
| ---- | --------------------- | --- | -- | -- | - | -- | -- | -- | ---- |
| 1    | Ceres FCP             | 43  | 17 | 14 | 1 | 2  | 59 | 13 | +46  |
| 2    | Global Football ClubT | 35  | 17 | 10 | 5 | 2  | 50 | 15 | +35  |
| 3    | Loyola Meralco Sparks | 35  | 17 | 11 | 2 | 4  | 46 | 26 | +20  |
| 4    | Kaya Futbol Club      | 31  | 17 | 10 | 1 | 6  | 47 | 23 | +24  |
| 5    | Stallion FC           | 31  | 17 | 10 | 1 | 6  | 36 | 24 | +12  |
| 6    | Green Archers United  | 24  | 17 | 7  | 3 | 7  | 36 | 33 | +3   |
| 7    | Manila Jeepney F.C.P  | 16  | 17 | 4  | 4 | 9  | 30 | 48 | -18  |
| 8    | Pachanga Diliman FC   | 12  | 17 | 3  | 3 | 11 | 27 | 52 | -25  |
| 9    | Team Socceroo FC      | 4   | 17 | 1  | 1 | 15 | 7  | 69 | -62  |
|      | Philippine Army FC    | 1   | 9  | 0  | 1 | 8  | 3  | 38 | -35  |

|  | Qualification pour la Coupe de l'AFC 2016        |
|  | Participation au barrage de promotion-relégation |
|  | Abandon en cours de saison                       |
|  | T : Tenant du titre P : Club promu de Division 2 |

### Résultats
| Résultats (▼dom., ►ext.) | CER | GLO | GAU | KAY | LMS | MJP  | PAC | PAR | STA | SOC |
| Ceres FC                 |     | 2-2 | 2-1 | 2-0 | 5-2 | 2-1  | 3-0 |     | 2-1 | 6-0 |
| Global Football Club     | 2-0 |     | 1-1 | 0-2 | 2-2 | 10-1 | 1-1 | 5-0 | 2-1 | 6-0 |
| Green Archers United     | 0-7 | 0-2 |     | 0-2 | 0-1 | 1-1  | 3-1 |     | 3-3 | 4-0 |
| Kaya Futbol Club         | 1-2 | 1-3 | 0-2 |     | 3-2 | 4-1  | 4-1 | 4-0 | 0-3 | 5-0 |
| Loyola Meralco Sparks    | 1-6 | 1-0 | 4-0 | 3-3 |     | 2-0  | 5-2 | 7-0 | 1-2 | 1-0 |
| Manila Jeepney           | 2-1 | 2-2 | 2-3 | 0-4 | 2-3 |      | 1-4 | 2-2 | 3-2 | 5-0 |
| Pachanga Diliman FC      | 0-5 | 0-2 | 5-9 | 2-6 | 0-4 | 3-3  |     | 4-1 | 1-3 | 1-1 |
| Philippine Army FC       | 0-7 |     | 0-3 |     |     |      |     |     | 0-2 | 0-4 |
| Stallion FC              | 0-3 | 1-2 | 2-1 | 2-1 | 1-3 | 4-1  | 1-0 |     |     | 4-0 |
| Team Socceroo FC         | 0-4 | 0-8 | 0-5 | 0-7 | 0-4 | 1-3  | 0-2 |     | 1-4 |     |

#### Barrage de promotion-relégation
Le 9e de Division 1, Team Socceroo FC, affronte en matchs aller-retour le 2e de Division 2, JP Voltes FC.
| Équipe 1         | Résultat | Équipe 2          | Aller | Retour |
| ---------------- | -------- | ----------------- | ----- | ------ |
| Team Socceroo FC | 1 - 12   | (D2) JP Voltes FC | 1 - 3 | 0 - 9  |

- JP Voltes FC prend la place du Team Socceroo FC en United Football League.

## Bilan de la saison
| Championnat des Philippines de football 2015 |                      |
| Champion                                     | Ceres FC (1er titre) |
| Qualifications continentales                 |                      |
| Coupe de l'AFC 2016                          | Ceres FC             |
| Coupe de l'AFC 2016                          | Kaya Futbol Club     |
| Promotions et relégations                    |                      |
| Promus en Division 1                         | JP Voltes            |
| Promus en Division 1                         | Laos FC              |
| Relégués en Division 2                       | Team Socceroo FC     |
| Relégués en Division 2                       | Philippine Army FC   |